# TVBS新聞台

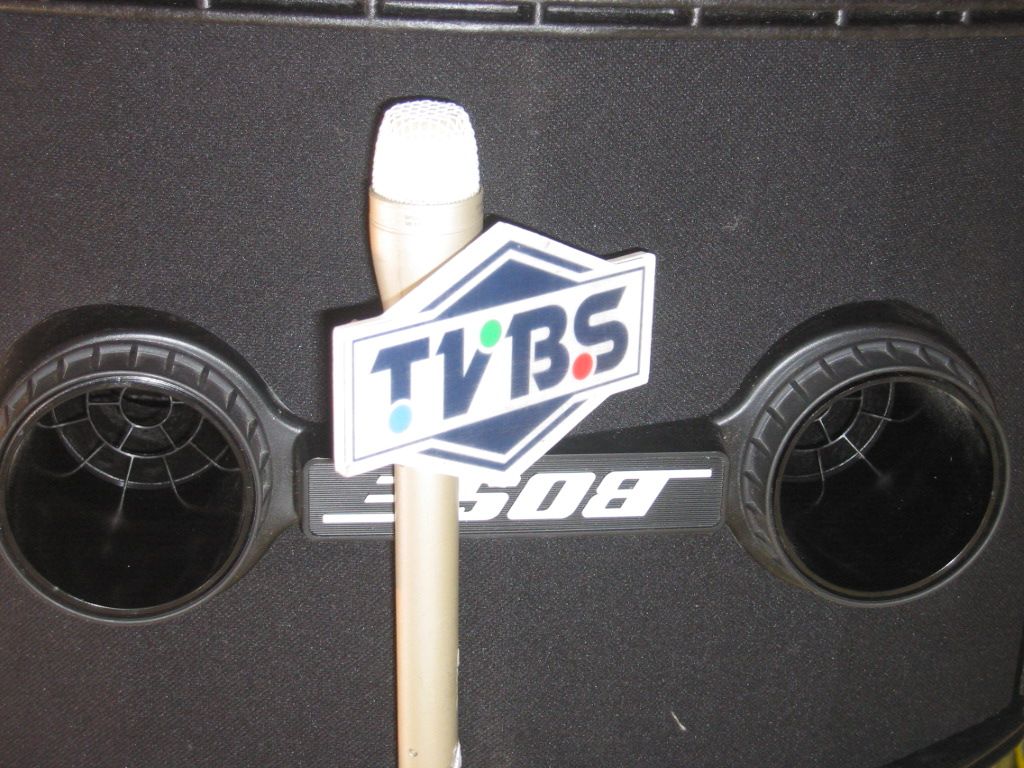
TVBS記者採訪時所使用舊麥克風，上方有TVBS第一代標誌

TVBS新聞台（英語：TVBS News Channel），是屬於臺灣TVBS旗下的電視新聞頻道，於1995年10月2日啟播，開播當時是臺灣第一個24小時本土新聞頻道；初名「TVBS 超級新聞網」（TVBS-Newsnet，別名「Super News」），是TVBS四個家族頻道中第三個啟播的頻道。在臺灣，此台被稱為「TVBS-NEWS」、「TVBS-N」，香港myTV SUPER稱為「無線衛星新聞台」。
TVBS新聞部位於TVBS「內湖大樓」九、十樓，而播報整點新聞攝影棚，位於「內湖大樓」一樓；製播內容包括新聞報導、新聞回顧、娛樂資訊及時事論壇等。

## 沿革
- 1995年10月2日至2003年1月1日：頻道ID僅用TVBS-N的Logo動畫搭配TVBS的新聞開場音樂，並無任何台呼。
- 2004年1月1日：頻道ID使用另外製作的音樂，並加上台呼「您現在收看的是：TVBS-NEWS，新聞台」。
- 2005年1月1日：頻道由原先的39頻道移至現今的55頻道。
- 2005年末：再將台呼改為「您所信賴的新聞頻道：TVBS-NEWS，新聞台」；更改台呼後，主播開場時也多會加上「歡迎收看您所信賴的新聞頻道，TVBS-NEWS（或TVBS-N）○○點新聞」。
- 2007年1月1日：上午6點新聞起，頻道ID的台呼內容不變，但啟用新動畫，內有「體驗新台灣、全球新視野」的字樣。
- 2006年1月：不定時下午兩點至四點間會改成名為「特別報導」的政論談話性節目，由資深主播何啟聖主持，邀請幾位來賓到攝影棚，並開放觀眾Call-in。此時段的新聞標題字數通常在10字內。後期有了「挑戰大新聞」的節目名稱。2007年，此時段改為2點的「健康兩點靈」與3點的整點新聞，2008年再度改回選舉特別報導，原時段「健康兩點靈」則配合TVBS台改版計畫而搬移過去。
- 2008年5月20日：原「挑戰大新聞」時段改為播出談話性政論節目「九萬兆凱道」，後在2008年7月30日起改名為「NEWS我最大」，由主播顧名儀主持，節目型態維持不變。
- 2009年4月1日：「NEWS我最大」停播，原時段恢復播出整點新聞，並不定期播出深度報導節目。
- 2006年5月21日：原來在TVBS首播的「一步一腳印 發現新台灣」專題性節目，改至TVBS-NEWS每周日22:00-23:00首播。
- 2009年5月30日：早上七點播報，搬遷「內湖大樓」的第一節新聞「早安台灣」，並啟用新攝影棚同步更換新聞報導的開頭電視新聞鏡面畫面。
- 2009年6月9日：更名「TVBS新聞台」。
- 2013年1月1日：本台進行大改革，啟用新動畫和新聞開場音樂，但開場音樂捨棄掉前半段的內容。
- 2013年5月14日：高畫質版本開始播放，但新聞帶仍為普通畫質，並只有部分有線電視系統業者提供。
- 2014年1月1日：高畫質版本陸續在各大有線電視系統上架﹝截至2014年8月1日，已經有99.57%的系統業者提供高畫質版本的TVBS新聞台﹞。
- 2014年1月17日：標準畫質版本的採訪帶逐漸改為高畫質。
- 2014年9月29日：鏡面設計進行更動，解除4:3的安全框限制，而直接選用長寬比16:9的鏡面。
- 2015年3月10日：TVB賣出持有的TVBS全部股權。
- 2016年1月11日至2016年1月17日：啟用新虛實合一的攝影棚且有一、二樓。
- 2016年12月21日：更換台標，片頭音樂以樂興之時管絃樂團的取代沿用之TVB的成為各節新聞之開場音樂[3]。
- 2018年11月24日：啟用新虛實合一的超大攝影棚並擁有雙電視牆及主播台。
- 2018年11月26日：本台YouTube線上直播正式上線。
- 2019年9月26日：左上方標題、左下方天氣資訊上方紅色框框更改及撰稿名字改版。
- 2019年11月5日：YouTube頻道改版。
- 2020年12月12日：三大有線電視進行部分頻道的頻位調整，其中TVBS新聞台從57頻道移到55頻道，至此TVBS新聞台在全台的有線電視皆定頻於55頻道[4]。
- 2022年4月8日零時起：本台於YouTube線上直播停止台灣播出。

## 專題節目

### 國際新聞專題
- TVB所採訪新聞，剪輯而成專題報導。
- 購買CNN、NHK等外國媒體所採訪新聞，剪輯而成新聞專題報導。
- 與ABC 美國廣播公司合作

### 突發事件或重大事件
- 1999年9月21日：九二一大地震特別報導。
- 2000年：斐濟千禧第一道曙光、同年的總統大選。
- 2001年1月1日：迎接二十一世紀。
- 2001年9月11日：美國九一一事件特別報導。
- 2001年11月12日：阿富汗戰爭 (2001年－2021年)。
- 2003年3月20日：美伊戰爭
- 2022年2月24日：俄烏戰爭
- 2022年7月8日: 安倍晉三遇刺案
- 2023年10月7日：以色列—哈瑪斯戰爭

### 合作專題報導
- NHK：
- 1999年：海洋台灣系列。
- 2001年：棋聖比賽
- 2002年：日本將棋比賽
- 中國中央電視台（CCTV）：
- 1999年：兩岸暨亞洲經濟展望研討會衛星雙向訪談節目
- 2000年：兩岸尋親節目。
- 2013年：世界最大潮－探索亞馬遜。

## 現任TVBS新聞部人員

### 管理層
| 陳文琦 | TVBS董事長                      |
| 丁廣鋐 | TVBS副董事長                    |
| 劉文硯 | TVBS總經理                      |
| 詹怡宜 | 新聞部副總經理、主持人          |
| 王結玲 | 新聞部總監                      |
| 林瑋鈞 | 新聞部執行副總                  |
| 楊樺   | 新聞部副總監                    |
| 方念華 | 新聞部製作人、Focus全球新聞主播 |
| 莊開文 | T觀點節目主持人、播報組主任     |

## 現任主播

### 專任主播
| 夏嘉璐 | 謝向榮 | 秦綾謙 | 吳安琪 |
| 古彩彥 | 游皓婷 | 黃星樺 | 錢麗如 |
| 詹舒涵 | 吳姝叡 | 譚伊倫 | 韋家齊 |
| 李作珩 | 彭惠筠 | 葉佳蓉 |        |

### 兼職主播
| 蔣志偉 |        | 楊茜雯 | 劉亭廷 |
| 謝宜倫 | 陳韻雯 | 何冠毅 | 李潔   |
| 楊慈茵 | 周祐萱 | 曹佼人 | 張蕙纖 |

### 氣象主播
| 吳姝叡 | 謝宜倫 | 吳軒彤 | 周祐萱 |
| 張蕙纖 | 曹佼人 | 錢麗如 | 劉育瑄 |

## 前任TVBS新聞部人員
| 男性 - 李四端（現任MOMOTV《大雲時堂》主持人、MOMOTV董事長、大雲文創董事長、銘傳大學傳播學院講師） - 何啟聖（現任1111人力銀行總經理） - 王浩（曾任台北市議員） - 姚崑崙（現任LV中山旗艦店經理） - 蘇逸洪（曾任華視主頻、華視新聞資訊台《華視晚間新聞》當家主播） - 林志冠（現任台北市文山區萬興里里長） - 郭家群（現任Dr. Wells維育牙醫診所副院長兼醫師） - 黃志豪（曾任寰宇新聞台主播） - 周守訓（曾任立法委員） - 陳勝鴻（現任愛爾達體育台球評） - 李金萬（氣象預報擔任） - 謝維權（氣象預報擔任） - 李御榮（現任職於中國信託文教基金會） - 岑永康（現任電視節目主持人、藝人） - 蕭子新（曾任年代新聞台、壹電視新聞台新聞部國際中心主任、《無碼的世界》主持人) - 薩文（曾任鳳凰衛視主播） - 李登文（曾任華視新聞資訊台國際中心記者） - 許甫（現任臺灣民眾黨副秘書長） - 邱顯辰（現任大愛電視《全球視野》主持人） - 王博麟（現任MOMOTV《球場第一排》出品人、主持人） - 蔡祐吉（現任亞泥公關經理） - 任立渝（氣象預報擔任，現已退休） - 李頂立（現任臺灣民眾黨發言人兼任文宣創意部主任） - 彭志宇（現任公視主頻《尖峰對話》主持人） - 顧上鈞（現任社團法人台灣連鎖加盟促進協會副秘書長） - 林旼叡 - 謝明昌（現任TVBS氣象顧問） | 女性 - 張雅琴（現任年代新聞台《1800年代晚報》當家主播、《雅琴看世界》主持人、製作人） - 陳雅琳（現任華視新聞資訊台《新聞高峰會》、《踏出地平線》、《World News 9陳雅琳世界晚報》主持人） - 黃寶慧（曾任三立iNEWS《世界面對面》主持人） - 趙薇 - 鍾佩玲（現任民主進步黨台北市議員） - 張婯嬅（現任壹電視新聞台主播、《壹WALKER》主持人兼製作人） - 陳姿利（現任三立iNEWS主播、氣象主播、《智富食代》主持人） - 馬度芸 - 蔣雅淇（現任晶實科技執行長） - 黃凱聖 - 王雅麗 - 張恆芝 - 李晶玉（現任政經傳媒《政經關不了》主持人） - 王淑麗（現任東森新聞台當家氣象主播） - 王薇 - 蔡郁潔 - 蔡郁璇 - 廖筱君（現任《筱君台灣PLUS》Youtube網路頻道主持人） - 薛楷莉（現任加護病房護理師) - 王怡仁 - 潘彥妃 - 丁靜怡（現任JET綜合台《大尋寶家》主持人） - 葉宸安 - 黃逸卿（現任茶飲品牌總監） - 洪麗萍（現為momo購物台購物專家） - 邱沁宜（現任東風衛視《單身行不行》主持人、民視新聞台《財經週末趴》、《財經週日趴》主持人） - 王之梅 - 洪玟琴 - 黃靜雪 - 鍾靜如（現任85度C行銷公關副總經理） - 李娜亞 - 蔣珮棻 - 蔣家宜 - 張珮珊（曾任三立新聞台《新聞54珊》主播） - 拉娃谷幸（曾任財團法人原住民族文化事業基金會執行長） - 顧名儀（曾任中天新聞《選戰暴風眼》主持人） - 李文儀（現任三立新聞台《台灣大頭條》當家主播、《消失的國界》主持人、三立iNEWS《台灣新思路》主持人） - 詹慶齡（現任網路節目《名人書房》主持人） - 廖盈婷（現任製作公司老闆、Studio 6ix創辦人及活動主持人、網路節目《Super Snow Show》及互動式節目《選我選我！Let's Go！》主持人） - 簡懿佳 - 谷庭 - 林秉儀 - 張愛晶（曾任新北市政府新聞局局長） - 鍾沛君（現任中國國民黨台北市議員） - 林婉婷 - 華舜嘉（現任三立新聞台主播） - 廖芳潔（現任鏡電視新聞台主播、《鏡新聞調查報告》主持人、製作人、鏡電視勞工董事兼任發言人） - 許儷齡（現任客家電視台主播） - 蔡宜靜 - 張介凡 - 鄭凱云（現任TVBS《健康2.0》主持人、製作人） - 蘇宗怡（現任TVBS《地球黃金線》主持人） - 蔡孟樺 - 王德愷 - 柳采葳（現任中國國民黨台北市議員） - 沈瑾暘（現任年代新聞台主播、氣象主播） - 黃斐瑜（現任TVBS《金臨天下》主持人） - 張靖玲 - 黃怡文 - 陳文越（現任天下雜誌網路主持） |